# 2012年夏季奥林匹克运动会中国帆船帆板队
参加2012年伦敦夏季奥林匹克运动会的中国帆船（帆板）队一行共计28人（不含兼任），其中运动员18人，官员与工作人员10人，领队由李全海兼任。这次中國派出参赛人数之多为歷屆之冠，往届帆船比赛中國仅取得过一块金牌，本届比赛徐莉佳获得金牌。

## 人员构成
- 运动员（18人）：
  - 男子（11人）：邓道坤、 宫磊、 施健、 王爱忱、 王伟东
  - 女子（7人）：徐莉佳、黄绪峰、李玲、王晓丽

- 官员及工作人员（不含兼任计10人）
  - 領队：李全海（兼任），副领队：周长城
  - 教练员（7人）：蒋琛 刘小马
  - 医生：苏洪，管理：许凤